# Hydroptila obscura
Hydroptila obscura är en nattsländeart som beskrevs av Wells 1978. Hydroptila obscura ingår i släktet Hydroptila och familjen smånattsländor. Inga underarter finns listade i Catalogue of Life.